# Hongarije op de Paralympische Zomerspelen 2020
Hongarije was een van de landen die deelnam aan de Paralympische Zomerspelen 2020 in Tokio, Japan.

## Medailleoverzicht
| Atletiek    | Luca Ekler      | Verspringen, T38 (v)                   | Goud   |  |  |
| Kanovaren   | Peter Kiss      | Eenpersoons kayak, KL1 (m)             | Goud   |  |  |
| Schermen    | Amarilla Veres  | Degen individueel, categorie A (v)     | Goud   |  |  |
| Tafeltennis | Peter Palos     | Enkelspel, C11 (m)                     | Goud   |  |  |
| Zwemmen     | Fanni Illes     | 100 m schoolslag, SB4 (v)              | Goud   |  |  |
| Zwemmen     | Zsofia Konkoly  | 100 m vlinderslag, S9 (v)              | Goud   |  |  |
| Zwemmen     | Bianka Pap      | 100 m rugslag, S10 (v)                 | Goud   |  |  |
|             |                 |                                        |        |  |  |
| Schermen    | Richard Osvath  | Floret individueel, categorie A (m)    | Zilver |  |  |
| Zwemmen     | Zsofia Konkoly  | 400 m vrije slag, S9 (v)               | Zilver |  |  |
| Zwemmen     | Zsofia Konkoly  | 200 m individuele wisselslag, SM9 (v)  | Zilver |  |  |
| Zwemmen     | Bianka Pap      | 400 m vrije slag, S10 (v)              | Zilver |  |  |
| Zwemmen     | Bianka Pap      | 200 m individuele wisselslag, SM10 (v) | Zilver |  |  |
|             |                 |                                        |        |  |  |
| Kanovaren   | Katalin Varga   | Eenpersoons kayak, KL2 (v)             | Brons  |  |  |
| Schermen    | Team            | Floret, team (v)                       | Brons  |  |  |
| Schietsport | Krisztina David | 10 m luchtpistool, SH1 (v)             | Brons  |  |  |
| Tafeltennis | Alexa Szvitacs  | Enkelspel, C9 (v)                      | Brons  |  |  |

## Deelnemers en resultaten
(m) = mannen, (v) = vrouwen, (g) = gemengd 

### Atletiek

#### Baanonderdelen
| Atleet           | Onderdeel       | Series              | Series              | Finale              | Finale              |
| Atleet           | Onderdeel       | Resultaat           | Rang                | Resultaat           | Rang                |
| ---------------- | --------------- | ------------------- | ------------------- | ------------------- | ------------------- |
| Bernadett Biacsi | 400 m, T20 (v)  | 1:07.35             | 12e                 | Niet gekwalificeerd | Niet gekwalificeerd |
| Bernadett Biacsi | 1500 m, T20 (v) | Niet van toepassing | Niet van toepassing | 4:58.41             | 8e                  |
| Ilona Biacsi     | 400 m, T20 (v)  | 1:03.78             | 10e                 | Niet gekwalificeerd | Niet gekwalificeerd |
| Ilona Biacsi     | 1500 m, T20 (v) | Niet van toepassing | Niet van toepassing | 4:53.36             | 5e                  |
| Luca Ekler       | 100 m, T38 (v)  | 0:12.94             | 4e                  | 0:12.82             | 4e                  |
| Luca Ekler       | 400 m, T38 (v)  | 1:02.17             | 3e                  | 1:01.22             | 5e                  |

#### Veldonderdelen
| Paralympiër     | Onderdeel            | Resultaat | Prestatie |
| --------------- | -------------------- | --------- | --------- |
| Istvan Szollosi | Kogelstoten, F20 (m) | 5e        | 13.59     |
|                 |                      |           |           |
| Luca Ekler      | Verspringen, T38 (v) | Goud      | 5.63      |

### Bankdrukken
| Paralympiër                    | Onderdeel  | Resultaat | Prestatie |
| ------------------------------ | ---------- | --------- | --------- |
| Sedric Roussel Watchou Kouokam | -88 kg (m) | 6e        | 181.0     |

### Boogschieten
| Paralympiër  | Onderdeel           | Kwalificatie | Kwalificatie | 1e ronde             | 2e ronde             | 3e ronde             | Kwartfinale                          | Halve finale         | (troost)Finale       | Rang |
| Paralympiër  | Onderdeel           | Score        | Positie      | Tegenstander Uitslag | Tegenstander Uitslag | Tegenstander Uitslag | Tegenstander Uitslag                 | Tegenstander Uitslag | Tegenstander Uitslag | Rang |
| ------------ | ------------------- | ------------ | ------------ | -------------------- | -------------------- | -------------------- | ------------------------------------ | -------------------- | -------------------- | ---- |
| Tamas Gaspar | Individueel, W1 (m) | 647          | 4e           | Niet van toepassing  | Niet van toepassing  | Bye                  | TUR Bahattin Hekimoglu V met 135-138 | Uitgeschakeld        | Uitgeschakeld        | 5e   |

### Kanovaren
| Atleet         | Onderdeel                  | Heats     | Heats | Halve finale        | Halve finale        | A/B finale          | A/B finale          | Eindresultaat |
| Atleet         | Onderdeel                  | Resultaat | Rang  | Resultaat           | Rang                | Resultaat           | Rang                | Eindresultaat |
| -------------- | -------------------------- | --------- | ----- | ------------------- | ------------------- | ------------------- | ------------------- | ------------- |
| Tamas Juhasz   | Eenpersoons kayak, KL1 (m) | 0:52.820  | 4e    | 0:50.465            | 2e QA               | 0:52.590            | 6e                  | 6e            |
| Tamas Juhasz   | Eenpersoons Va'a, VL2 (m)  | 0:58.699  | 7e    | 0:55.818            | 4e QA               | 0:57.193            | 8e                  | 8e            |
| Erik Kiss      | Eenpersoons kayak, KL3 (m) | 0:42.864  | 8e    | 0:42.033            | 6e QA               | 0:44.210            | 8e                  | 8e            |
| Peter Kiss     | Eenpersoons kayak, KL1 (m) | 0:48.058  | 1e QA | Niet van toepassing | Niet van toepassing | 0:45.447            | 1e                  | Goud          |
| Andras Rozbora | Eenpersoons kayak, KL2 (m) | 0:49.465  | 12e   | 0:47.066            | 10e QB              | 0:49.105            | 4e                  | 12e           |
|                |                            |           |       |                     |                     |                     |                     |               |
| Erika Pulai    | Eenpersoons kayak, KL1 (v) | 1:08.790  | 11e   | 1:08.043            | 9e                  | Niet gekwalificeerd | Niet gekwalificeerd | 11e           |
| Katalin Varga  | Eenpersoons kayak, KL2 (v) | 0:55.317  | 3e    | 0:53.658            | 1e QA               | 0:52.622            | 3e                  | Brons         |

### Schermen
| Paralympiër                                        | Onderdeel                            | Resultaat | Prestatie |
| -------------------------------------------------- | ------------------------------------ | --------- | --- |
| Richard Osvath                                     | Floret, individueel, categorie A (m) | Zilver    | Groep B W van IRQ Zainulabdeen Al-Madhkhoori met 5-1 W van TUR Hakan Akkaya met 1-5 W van RPC Nikita Nagaev met 5-1 V van ITA Matteo Betti met 3-5 Kwartfinale: W van ITA Emanuele Lambertini met 15-14 Halve finale: W van RPC Nikita Nagaev met 15-8 Finale: V van CHN Sun Gang met 7-15                                                                      |
| Richard Osvath                                     | Sabel individueel, categorie A (m)   | 5e        | Groep A W van GRE Vasileios Ntounis met 5-4 W van CAN Matthieu Herbert met 5-0 W van JPN Shintaro Kano met 5-0 V van RPC Maxim Shaburov met 3-5 Kwartfinale: V van CHN Tian Jianquan met 14-15 |
| Istvan Tarjanyi                                    | Degen individueel, categorie B (m)   | 11e       | Groep B V van BLR Andrei Pranevich met 1-5 V van BRA Jovane Silva Guissone met 2-5 V van RPC Alexandr Kurzin met 4-5 V van CHN Hu Daoliang met 4-5 W van UKR Oleg Naumenko met 5-4 |
| Istvan Tarjanyi                                    | Sabel individueel, categorie B (m)   | 5e        | Groep B W van CAN Pierre Mainville met 5-4 V van POL Grzegorz Pluta met 3-5 W van FRA Maxime Valet met 5-4 V van RPC Alexandr Kurzin met 3-5 W van BRA Vanderson Luis Chaves met 5-1 Kwartfinale: V van POL Adrian Castro met 4-15 |
|                                                    |                                      |           | |
| Gyongi Dani                                        | Degen individueel, categorie B (v)   | 11e       | Groep B V van UKR Olena Fedota met 1-5 W van RPC Liudmila Vasileva met 5-2 V van USA Ellen Geddes met 2-5 V van CHN Tan Shumei met 2-5 V van THA Saysunee Jana met 0-5 V van ITA Rossana Pasquino met 1-5 |
| Eva Andrea Hajmasi                                 | Floret individueel, categorie A (v)  | 4e        | Groep A W van GEO Nino Tibilashvili met 5-1 W van RPC Alena Evdokimova met 5-0 V van CHN Gu Haiyan met 0-5 W van HKG Ng Justine Charissa met 5-1 1/8e finale: W van HKG Ng Justine Charissa met 15-10 Kwartfinale: W van HUN Zsuzsanna Krajnyak met 15-4 Halve finale: V van UKR Nataliia Morkvych met 12-15 Bronzen finale: V van CHN Rong Jing met 14-15      |
| Eva Andrea Hajmasi                                 | Sabel individueel, categorie A (v)   | 4e        | Groep C W van POL Marta Fidrych met 5-1 W van ITA Andreea Mogos met 5-1 V van UKR Nataliia Morkvych met 4-5 W van GBR Gemma Collins-McCann met 5-1 Kwartfinale: W van POL Kinga Drozdz met 15-14 Halve finale: V van CHN Bian Jing met 11-15 Bronzen finale: V van UKR Yevheniia Breus met 10-15                                                                |
| Zsuzsanna Krajnyak                                 | Degen individueel, categorie A (v)   | 5e        | Groep A W van BRA Carminha Oliveira met 5-2 V van HKG Yu Chui Yee met 3-5 V van RPC Iuliia Maya met 2-5 W van UKR Nataliia Mandryk met 5-4 1/8e finale: W van HKG Ng Justine Charissa met 15-12 Kwartfinale: V van CHN Bian Jing met 4-15 |
| Zsuzsanna Krajnyak                                 | Floret individueel, categorie A (v)  | 9e        | Groep B W van GEO Gvantsa Zadishvili met 5-3 W van ITA Andreea Mogos met 5-4 W van HKG Yu Chui Yee met 5-2 W van UKR Nataliia Mandryk met 5-0 W van JPN Mieko Matsumoto met 5-3 Kwartfinale: V van HUN Eva Andrea Hajmasi met 4-15 |
| Boglarka Mezo                                      | Floret individueel, categorie B (v)  | 5e        | Groep B V van RPC Irina Mishurova met 2-5 W van GER Sylvi Tauber met 5-2 V van USA Ellen Geddes met 3-5 W van BLR Alesia Makrytskaya met 5-3 V van JPN Anri Sakurai met 4-5 V van CHN Zhou Jingjing met 4-5 1/8e finale: W van USA Ellen Geddes met 15-6 Kwartfinale: V van CHN Zhou Jingjing met 11-15                                                         |
| Boglarka Mezo                                      | Sabel individueel, categorie B (v)   | 5e        | Groep B V van UKR Olena Fedota met 4-5 W van BRA Monica Santos met 5-1 W van JPN Chisato Abe met 5-1 W van RPC Irina Mishurova met 5-1 V van CHN Tan Shumei met 2-5 Kwartfinale: V van CHN Xiao Rong met 1-15 |
| Amarilla Veres                                     | Degen individueel, categorie A (v)   | Goud      | Groep C W van POL Kinga Drozdz met 5-3 W van RPC Alena Evdokimova met 5-4 V van CHN Rong Jing met 3-5 W van GBR Gemma Collis-McCann met 5-3 W van JPN Mieko Matsumoto met 5-2 1/8e finale: W van USA Shelby Jensen met 15-5 Kwartfinale: W van RPC Alena Evdokimova met 15-13 Halve finale: W van CHN Bian Jing met 15-13 Finale: W van CHN Rong Jing met 15-12 |
| Amarilla Veres                                     | Sabel individueel, categorie A (v)   | 9e        | Groep B V van UKR Yevheniia Breus met 4-5 W van ITA Loredana Trigilia met 5-1 V van CHN Bian Jing met 1-5 W van USA Shelby Jensen met 5-2 1/8e finale: V van POL Marta Fidrych met 10-15 |
| Gyongyi Dani Zsuzsanna Krajnyak Amarilla Veres     | Degen, team (v)                      | 5e        | Groep A V van Oekraïne met 38-45 W van Verenigde Staten met 45-13 V van China met 37-45 |
| Gyongyi Dani Eva Andrea Hajmasi Zsuzsanna Krajnyak | Floret, team (v)                     | Brons     | Groep B W van Russisch Paralympisch Comité met 45-41 V van China met 35-45 W van Georgië met 45-30 Halve finale: V van Italië met 27-45 Bronzen finale: W van Hongkong met 45-44 |

### Schietsport
| Paralympiër     | Onderdeel                  | Voorronde | Voorronde | Finale              | Finale              |
| Paralympiër     | Onderdeel                  | Score     | Rang      | Score               | Rang                |
| --------------- | -------------------------- | --------- | --------- | ------------------- | ------------------- |
| Gyula Gurisatti | 10 m luchtpistool, SH1 (m) | 542.0     | 24e       | Niet gekwalificeerd | Niet gekwalificeerd |
| Gyula Gurisatti | 25 m pistool, SH1 (g)      | 539.0     | 27e       | Niet gekwalificeerd | Niet gekwalificeerd |
| Gyula Gurisatti | 50 m pistool, SH1 (g)      | 511.0     | 24e       | Niet gekwalificeerd | Niet gekwalificeerd |
|                 |                            |           |           |                     |                     |
| Krisztina David | 10 m luchtpistool, SH1 (v) | 570.0     | 2e        | 210.5               | Brons               |
| Krisztina David | 25 m pistool, SH1 (g)      | 555.0     | 15e       | Niet gekwalificeerd | Niet gekwalificeerd |
| Krisztina David | 50 m pistool, SH1 (g)      | 525.0     | 12e       | Niet gekwalificeerd | Niet gekwalificeerd |

### Tafeltennis
| Paralympiër                | Onderdeel          | Groepsfase                            | Groepsfase                                | Groepsfase                   | Positie             | Finalefase                   | Finalefase                     | Finalefase                  | Finalefase                     | Plaats |
| Paralympiër                | Onderdeel          | Wedstrijd I                           | Wedstrijd II                              | Wedstrijd III                | Positie             | 1/8e finale                  | Kwartfinale                    | Halve finale                | Finale                         | Plaats |
| Paralympiër                | Onderdeel          | Tegenstander Uitslag                  | Tegenstander Uitslag                      | Tegenstander Uitslag         | Positie             | Tegenstander Uitslag         | Tegenstander Uitslag           | Tegenstander Uitslag        | Tegenstander Uitslag           | Plaats |
| -------------------------- | ------------------ | ------------------------------------- | ----------------------------------------- | ---------------------------- | ------------------- | ---------------------------- | ------------------------------ | --------------------------- | ------------------------------ | ------ |
| Andras Csonka              | Enkelspel, C8 (m)  | CRC Steven Roman Chinchilla W met 3-0 | UKR Maxym Nikolenko V met 2-3             | Niet van toepassing          | 2e                  | FRA Thomas Bouvais V met 1-3 | Uitgeschakeld                  | Uitgeschakeld               | Uitgeschakeld                  | 9e     |
| Endre Major                | Enkelspel, C1 (m)  | USA Michael Godfrey W met 3-0         | ITA Andrea Borgato W met 3-1              | Niet van toepassing          | 1e                  | Niet van toepassing          | KOR Nam Kiwon V met 0-3        | Uitgeschakeld               | Uitgeschakeld                  | 5e     |
| Peter Palos                | Enkelspel, C11 (m) | KOR Kim Chang Gi W met 3-1            | JPN Koya Kato W met 3-1                   | Niet van toepassing          | 1e                  | Niet van toepassing          | JPN Takeshi Takemori W met 3-2 | FRA Lucas Creange W met 3-2 | AUS Samuel von Einem W met 3-2 | Goud   |
| Gyula Zborai               | Enkelspel, C8 (m)  | CHN Zhao Shuai V met 0-3              | THA Phisit Wangphonphathanasiri V met 0-3 | Niet van toepassing          | 3e                  | Niet gekwalificeerd          | Niet gekwalificeerd            | Niet gekwalificeerd         | Niet gekwalificeerd            | 15e    |
| Andras Csonka Gyula Zborai | Team, C8 (m)       | Niet van toepassing                   | Niet van toepassing                       | Niet van toepassing          | Niet van toepassing | Niet van toepassing          | Groot-Brittannië V met 0-2     | Uitgeschakeld               | Uitgeschakeld                  | 5e     |
|                            |                    |                                       |                                           |                              |                     |                              |                                |                             |                                |        |
| Zsofia Arloy               | Enkelspel, C8 (v)  | FRA Thu Kamkasomphou V met 2-3        | NED Frederique van Hoof W met 3-0         | Niet van toepassing          | 2e                  | Niet van toepassing          | NOR Aida Dahlen V met 1-3      | Uitgeschakeld               | Uitgeschakeld                  | 5e     |
| Alexa Szvitacs             | Enkelspel, C9 (v)  | CHN Xiong Guiyan V met 0-3            | BRA Danielle Rauen W met 3-1              | TUR Neslihan Kavas W met 3-0 | 2e                  | Niet van toepassing          | Niet van toepassing            | AUS Li Na Lei V met 2-3     | Uitgeschakeld                  | Brons  |
| Zsofia Arloy Alexa Svitacs | Team, C9-10 (v)    | Niet van toepassing                   | Niet van toepassing                       | Niet van toepassing          | Niet van toepassing | Niet van toepassing          | Australië V met 0-2            | Uitgeschakeld               | Uitgeschakeld                  | 5e     |

### Triatlon
| Paralympiër | Onderdeel             | Resultaat | Prestatie |
| ----------- | --------------------- | --------- | --------- |
| Petra Levay | Individueel, PTS5 (v) | 9e        | 1:20:43   |

### Wielrennen

#### Baan
| Atleet                             | Onderdeel                         | Heats               | Heats               | (Bronzen) Finale    | (Bronzen) Finale    |
| Atleet                             | Onderdeel                         | Resultaat           | Rang                | Resultaat           | Rang                |
| ---------------------------------- | --------------------------------- | ------------------- | ------------------- | ------------------- | ------------------- |
| Robert Ocelka Piloot: Gergely Nagy | 1 km tijdrit, B (m)               | Niet van toepassing | Niet van toepassing | 1:12.388            | 9e                  |
| Robert Ocelka Piloot: Gergely Nagy | Individuele achtervolging, B (m)  | 4:42.401            | 10e                 | Niet gekwalificeerd | Niet gekwalificeerd |
| Zsombor Wermeser                   | 1 km tijdrit, C4-5 (m)            | Niet van toepassing | Niet van toepassing | 1:11.601            | 20e                 |
| Zsombor Wermeser                   | Individuele achtervolging, C5 (m) | 4:35.606            | 7e                  | Niet gekwalificeerd | Niet gekwalificeerd |

#### Weg
| Paralympiër                        | Onderdeel              | Resultaat | Prestatie |
| ---------------------------------- | ---------------------- | --------- | --------- |
| Robert Ocelka Piloot: Gergely Nagy | Wegwedstrijd, B (m)    | 8e        | + 1 ronde |
| Robert Ocelka Piloot: Gergely Nagy | Tijdrit, B (m)         | 8e        | 60:54.97  |
| Zsombor Wermeser                   | Wegwedstrijd, C4-5 (m) | 14e       | 2:34:30   |
| Zsombor Wermeser                   | Tijdrit, C5 (m)        | 7e        | 46:23.06  |

### Zwemmen
| Atleet                                           | Onderdeel                              | Series              | Series              | Finale              | Finale              |
| Atleet                                           | Onderdeel                              | Resultaat           | Rang                | Resultaat           | Rang                |
| ------------------------------------------------ | -------------------------------------- | ------------------- | ------------------- | ------------------- | ------------------- |
| Bence Ivan                                       | 100 m schoolslag, SB6 (m)              | 1:28.54             | 13e                 | Niet gekwalificeerd | Niet gekwalificeerd |
| Bence Ivan                                       | 200 m individuele wisselslag, SM6 (m)  | 2:52.46             | 9e                  | Niet gekwalificeerd | Niet gekwalificeerd |
|                                                  |                                        |                     |                     |                     |                     |
| Zsanett Adami                                    | 50 m rugslag, S2 (v)                   | 1:27.13             | 7e                  | 1:27.48             | 7e                  |
| Zsanett Adami                                    | 100 m rugslag, S2 (v)                  | 3:09.16             | 7e                  | 3:11.88             | 7e                  |
| Fanni Illes                                      | 400 m vrije slag, S6 (v)               | 5:59.05             | 11e                 | Niet gekwalificeerd | Niet gekwalificeerd |
| Fanni Illes                                      | 100 m rugslag, S6 (v)                  | 1:36.58             | 13e                 | Niet gekwalificeerd | Niet gekwalificeerd |
| Fanni Illes                                      | 100 m schoolslag, SB4 (v)              | 1:44.68             | 1e                  | 1:44.41             | Goud                |
| Fanni Illes                                      | 200 m individuele wisselslag, SM6 (v)  | 3:28.26             | 12e                 | Niet gekwalificeerd | Niet gekwalificeerd |
| Zsofia Konkoly                                   | 100 m vrije slag, S9 (v)               | 1:04.86             | 9e                  | Niet gekwalificeerd | Niet gekwalificeerd |
| Zsofia Konkoly                                   | 400 m vrije slag, S9 (v)               | 4:44.74             | 1e                  | 4:36.76             | Zilver              |
| Zsofia Konkoly                                   | 100 m rugslag, S9 (v)                  | 1:14.84             | 7e                  | 1:14.38             | 6e                  |
| Zsofia Konkoly                                   | 100 m vlinderslag, S9 (v)              | 1:07.05             | 1e                  | 1:06.55             | Goud                |
| Zsofia Konkoly                                   | 200 m individuele wisselslag, SM9 (v)  | 2:35.16             | 2e                  | 2:33.00             | Zilver              |
| Bianka Pap                                       | 100 m vrije slag, S10 (v)              | 1:01.46             | 2e                  | 1:00.80             | 4e                  |
| Bianka Pap                                       | 400 m vrije slag, S10 (v)              | Niet van toepassing | Niet van toepassing | 4:29.83             | Zilver              |
| Bianka Pap                                       | 100 m rugslag, S10 (v)                 | 1:09.71             | 1e                  | 1:06.70             | Goud                |
| Bianka Pap                                       | 100 m schoolslag, SB9 (v)              | 1:23.45             | 7e                  | 1:22.00             | 7e                  |
| Bianka Pap                                       | 200 m individuele wisselslag, SM10 (v) | 2:33.10             | 4e                  | 2:26.12             | Zilver              |
| Kata Payer                                       | 400 m vrije slag, S9 (v)               | 5:23.14             | 14e                 | Niet gekwalificeerd | Niet gekwalificeerd |
| Kata Payer                                       | 200 m individuele wisselslag, SM9 (v)  | 2:57.29             | 16e                 | Niet gekwalificeerd | Niet gekwalificeerd |
| Evelin Szarez                                    | 400 m vrije slag, S6 (v)               | 5:58.09             | 10e                 | Niet gekwalificeerd | Niet gekwalificeerd |
| Evelin Szarez                                    | 100 m rugslag, S6 (v)                  | 1:41.30             | 14e                 | Niet gekwalificeerd | Niet gekwalificeerd |
| Evelin Szarez                                    | 100 m schoolslag, SB6 (v)              | 1:42.02             | 6e                  | 1:41.19             | 6e                  |
| Evelin Szarez                                    | 200 m individuele wisselslag, SM6 (v)  | 3:17.82             | 10e                 | Niet gekwalificeerd | Niet gekwalificeerd |
| Fanni Illes Zsofia Konkoly Bianka Pap Kata Payer | 4 x 100 m vrije slag, 34 punten (v)    | Niet van toepassing | Niet van toepassing | 4:38.66             | 5e                  |

Afghanistan · 
Algerije · 
Amerikaanse Maagdeneilanden · 
Angola · 
Argentinië · 
Armenië · 
Aruba · 
Australië · 
Azerbeidzjan · 
Bahrein · 
Barbados · 
Belarus · 
België · 
Benin · 
Bermuda · 
Bosnië en Herzegovina · 
Botswana · 
Brazilië · 
Bulgarije · 
Burkina Faso · 
Burundi · 
Cambodja · 
Canada · 
Centraal-Afrikaanse Republiek · 
Chili · 
China · 
Chinees Taipei · 
Colombia · 
Congo-Brazzaville · 
Congo-Kinshasa · 
Costa Rica · 
Cuba · 
Cyprus · 
Denemarken · 
Dominicaanse Republiek · 
Duitsland · 
Ecuador · 
Egypte · 
El Salvador · 
Estland · 
Ethiopië · 
Faeröer · 
Fiji · 
Filipijnen · 
Finland · 
Frankrijk · 
Gabon · 
Gambia · 
Georgië · 
Ghana · 
Griekenland · 
Groot-Brittannië · 
Guatemala · 
Guinee · 
Guinee‑Bissau · 
Haïti · 
Honduras · 
Hongarije · 
Hongkong · 
Ierland · 
IJsland · 
India · 
Indonesië · 
Irak · 
Iran · 
Israël · 
Italië · 
Ivoorkust · 
Jamaica · 
Japan · 
Jordanië · 
Kaapverdië · 
Kameroen · 
Kazachstan · 
Kenia · 
Kirgizië · 
Koeweit · 
Kroatië · 
Laos · 
Lesotho · 
Letland · 
Libanon · 
Liberia · 
Libië · 
Litouwen · 
Luxemburg · 
Madagaskar · 
Maleisië · 
Mali · 
Malta · 
Marokko · 
Mauritius · 
Mexico · 
Moldavië · 
Mongolië · 
Montenegro · 
Mozambique · 
Namibië · 
Nederland · 
Nepal · 
Nicaragua · 
Nieuw-Zeeland · 
Niger · 
Nigeria · 
Noord-Macedonië · 
Noorwegen · 
Oeganda · 
Oekraïne · 
Oezbekistan · 
Oman · 
Oostenrijk · 
Pakistan · 
Palestina · 
Panama · 
Papoea-Nieuw-Guinea · 
Peru · 
Polen · 
Portugal · 
Puerto Rico · 
Qatar · 
Roemenië · 
Russisch Paralympisch Comité ·
Rwanda · 
Saint Vincent en Grenadines · 
Samoa · 
Saoedi-Arabië · 
Sao Tomé en Principe · 
Senegal · 
Servië · 
Seychellen · 
Sierra Leone · 
Singapore · 
Slovenië · 
Slowakije · 
Somalië · 
Spanje · 
Sri Lanka · 
Syrië · 
Tadzjikistan · 
Tanzania · 
Thailand · 
Togo · 
Tonga · 
Trinidad en Tobago · 
Tsjechië · 
Tunesië · 
Turkije · 
Turkmenistan · 
Uruguay · 
Venezuela · 
Verenigde Arabische Emiraten · 
Verenigde Staten · 
Vietnam · 
Zimbabwe · 
Zuid-Afrika · 
Zuid-Korea · 
Zweden · 
Zwitserland
Paralympisch Vluchtelingen Team